# Gomezmenoricoccus hispanicus
Gomezmenoricoccus hispanicus är en insektsart som först beskrevs av Gómez-menor Ortega 1956.  Gomezmenoricoccus hispanicus ingår i släktet Gomezmenoricoccus och familjen ullsköldlöss. Inga underarter finns listade i Catalogue of Life.